# Inselbeskiden
Die Inselbeskiden (polnisch Beskid Wyspowy) sind ein Gebirgszug der Westbeskiden in Polen. Der Name ist abgeleitet von den inselartig weit voneinander liegenden Gipfeln.

## Geographie
Die Inselbeskiden haben eine Fläche von etwa 1000 km². Im Süden grenzen sie an die Gorce und die Sandezer Beskiden (Beskid Sądecki), im Osten an das Rożnower Vorgebirge (Pogórze Rożnowskie), im Norden an das Wiśniczer Vorgebirge (Pogórze Wiśnickie), im Westen an die Beskid Makowski (Mittelbeskiden) und die Saybuscher Beskiden.
Die höchsten Erhebungen sind: Mogielica (1170 m), Ćwilin (1072 m), Jasień (1052 m), Modyń (1029 m), Luboń Wielki (1022 m), Krzystonów (1012 m), Kiczora Kamienicka (1007 m), Wielki Wierch (1007 m), Śnieżnica (1007 m), Szczebel (977 m), Lubogoszcz (968 m).